# هولدنبی
هولدنبی (به انگلیسی: Holdenby) یک روستا و محله مدنی در بریتانیا است که در Daventry واقع شده‌است. هولدنبی ۱۰۰ نفر جمعیت دارد.